# Monumento a Giuseppe Sirtori
Il monumento a Giuseppe Sirtori è una scultura in bronzo posta nei giardini pubblici di Milano.

## Descrizione
La statua del generale Giuseppe Sirtori fu realizzata dallo scultore Enrico Butti. L'epigrafe è «AL / GENERALE / GIVSEPPE SIRTORI».
Fu inaugurato il 5 giugno 1892.
La statua è di stile moderno: un forte sbozzo più che nn lavoro particolareggiato. A primo aspetto, nel veder quel generale in quella posa che contrasta con tutte lo pose tradizionali dei monumenti, si rimane un po' scossi; ma. appena lo si osserva, si comprende che v'è un carattere, e, in quella scioltezza, si rivela un artista.
Intorno al piedestallo, in rilievo in bronzo, è rappresentata la vittoria di Palermo, colla sconfitta dei Borbonici, il passaggio del ponte dell'Ammiraglio e l'entrata in città con Nullo e Nino Bixio. Il basamento, d'una linea semplice, severa, è in porfido di Val Brembana.
Alla festa intervenne una folla di alte rappreseptanze militari e civili e una folla di cittadini. Un battaglione del 21° fanteria con bandiera e musica rendeva pure gli onori all'intrepido soldato. Fra gli oratori, il colonnello Guastalla tratteggiò la vita del Sirtori.»

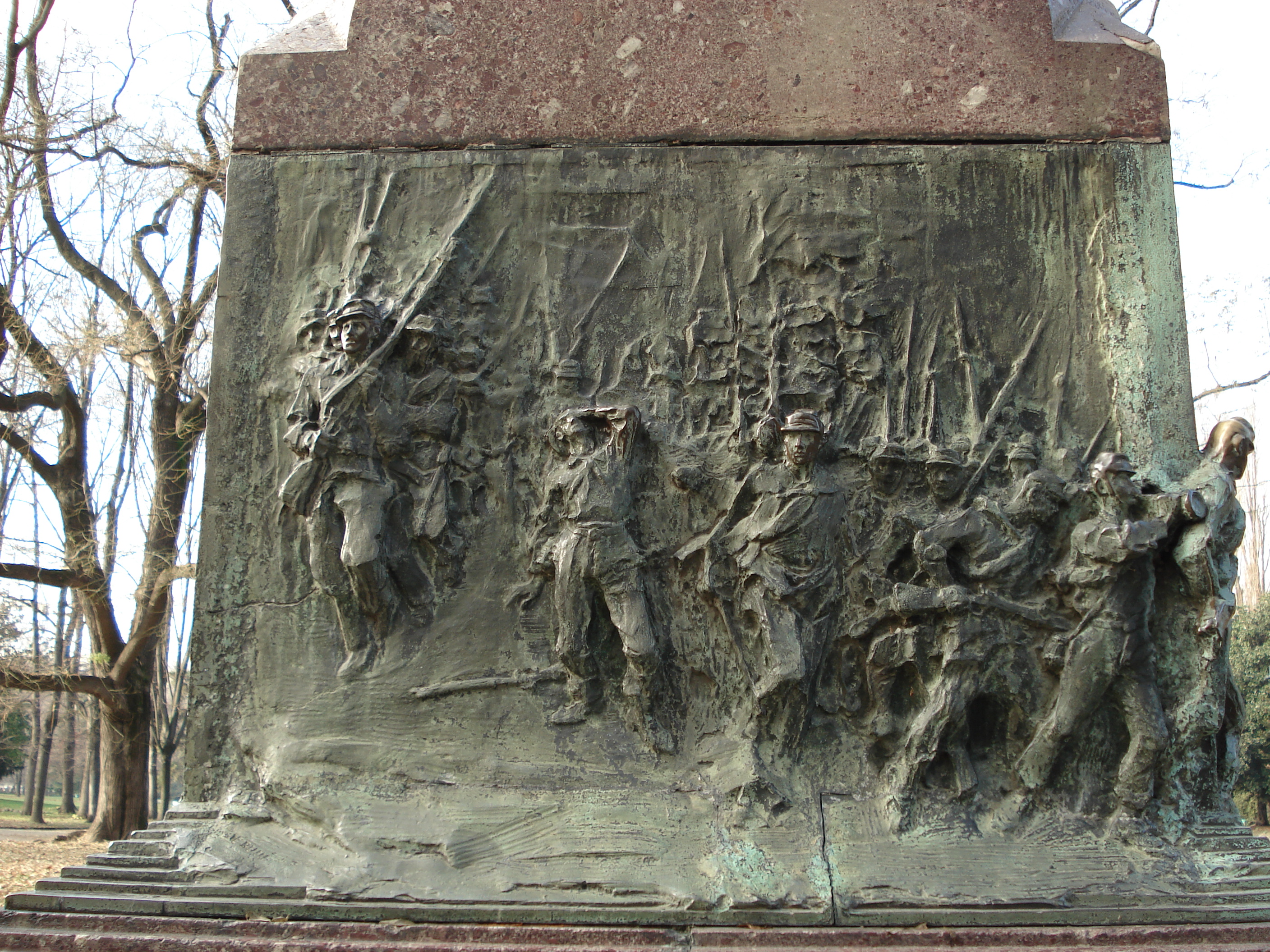
Lastra a sinistra
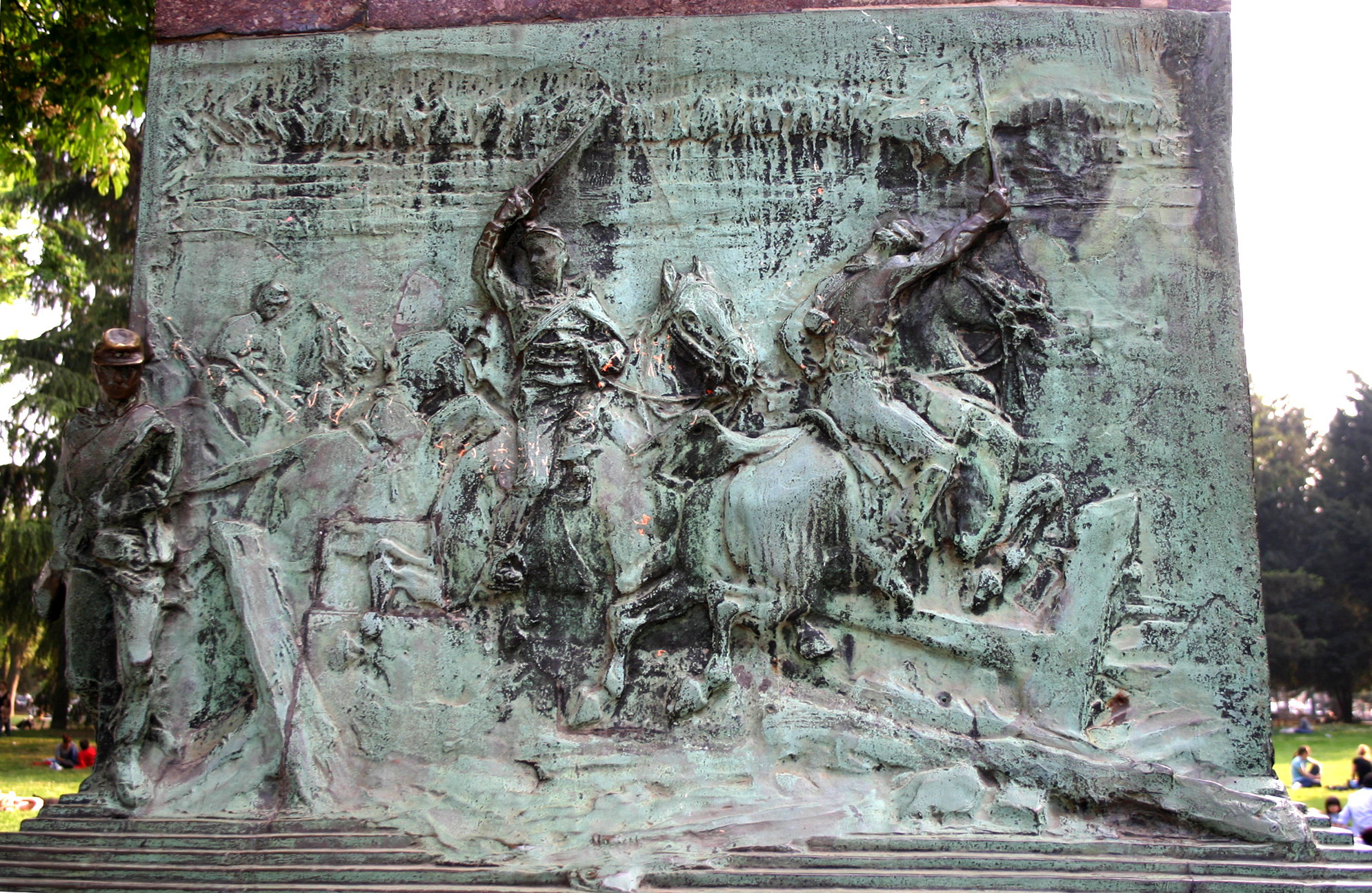
Lastra frontale
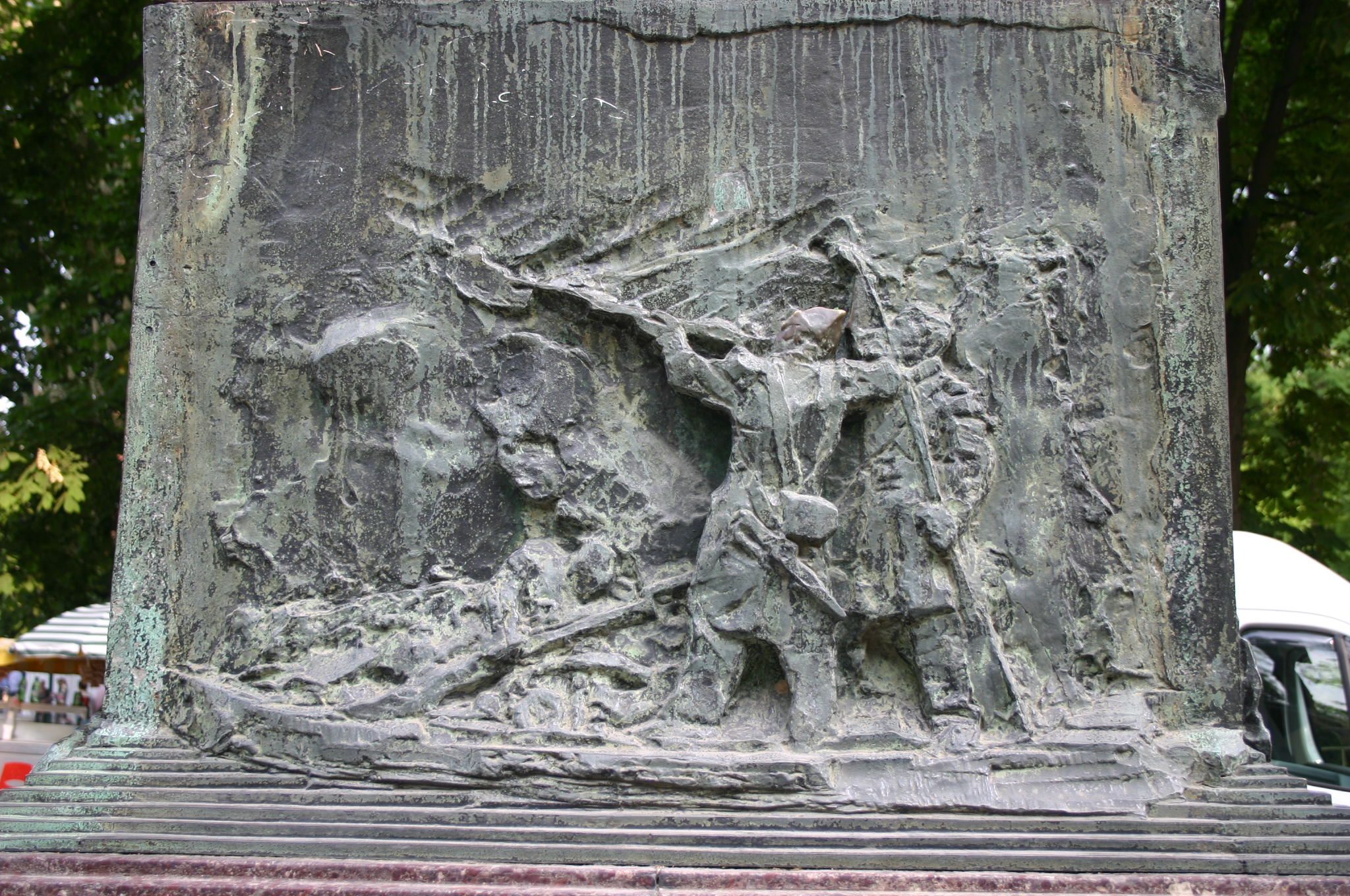
Lastra a destra
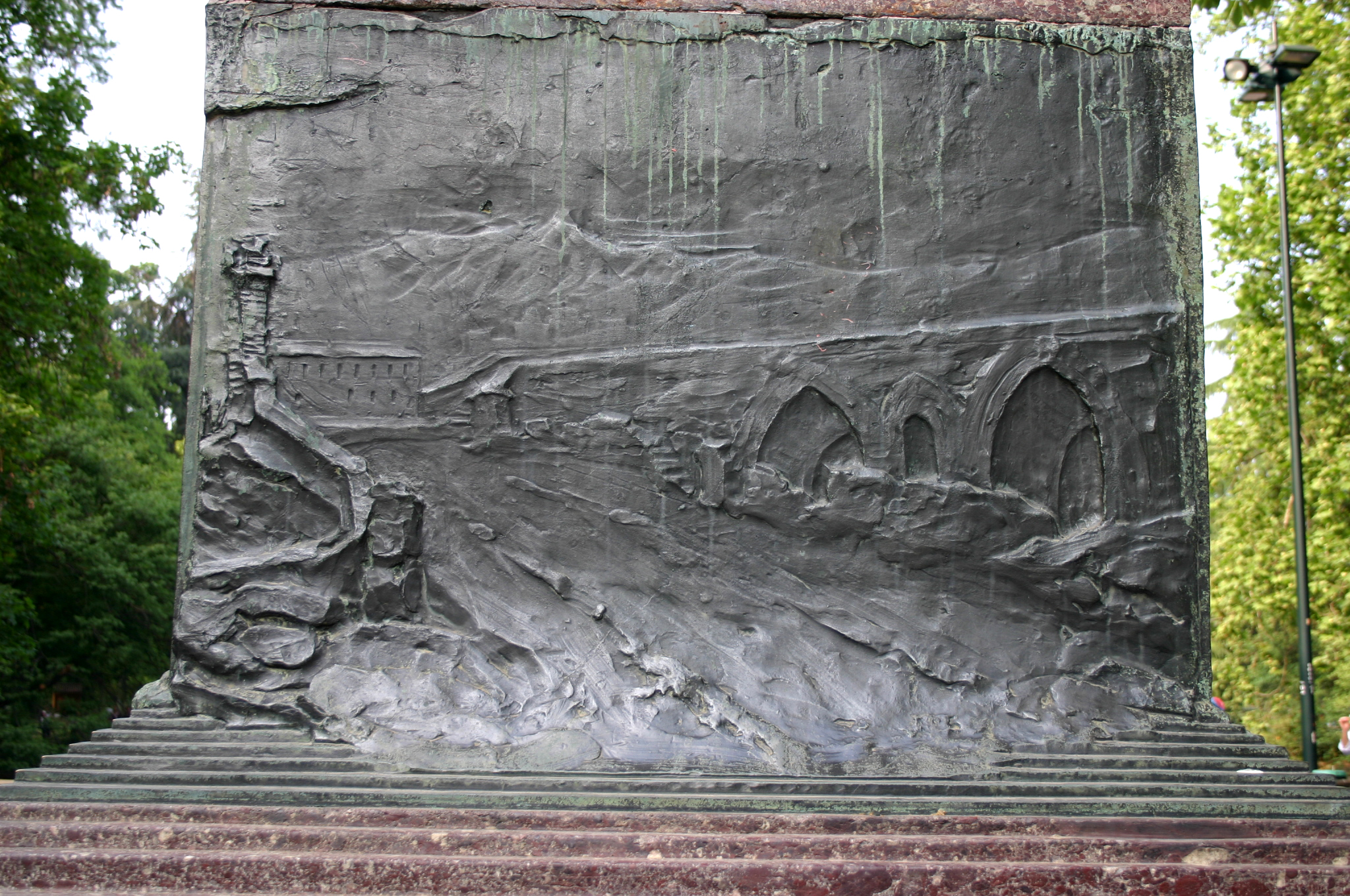
Lastra posteriore